# Bistota horrida
Bistota horrida – gatunek kosarza z podrzędu Laniatores i rodziny Podoctidae. Jedyny znany przedstawiciel monotypowego rodzaju Bistota.

## Występowanie
Gatunek wykazany z Mumbaju w Indiach.